# Oetl-Pálffy Dénes
Oetl-Pálffy Dénes, Oetl Pálffy Dénes Richárd István (Budapest, 1901. június 12. – Budapest, 1966. június 7.) magyar gyáros, országgyűlési képviselő.

## Élete
Dr. Pálffy Richárd és Gutzjahr Róza római katolikus szülők gyermekeként született, Oetl Aladár József örökbe fogadta. A középiskolát Kassán a premontreiek, illetve Budapesten a piaristák gimnáziumában végezte, majd a Pázmány Péter Tudományegyetemen tanult tovább és ott szerzett jogi doktori oklevelet. 
Az ellenforradalom idején, még egyetemi hallgató korában – mint önkéntes – a nemzeti hadseregben teljesített katonai szolgálatot. Doktorrá avatása után hosszabb külföldi tanulmányútra ment, többek között Berlinben, Londonban és Párizsban mélyítette el gazdasági ismereteit.
Hazatérve átvette a családja tulajdonában lévő gyárüzem – az Oetl Antal Vasöntöde és Gépgyár Részvénytársaság – vezetését és a nehéz gazdasági helyzet ellenére is kitűnően irányította a vállalatot. Élénk volt a szakirodalmi tevékenysége is: egyebek mellett az érdekképviseleti rendszerről, a vasipar racionalizálásának kérdéseiről és az állami beavatkozás gazdasági szerepéről írt figyelemreméltó cikkeket, szaklapokban és napilapokban egyaránt. Hasonló tárgykörben előadásokat is tartott a Gyáriparosok Országos Szövetségében, amelynek egyébként tagja is volt.
A Magyar Vasművek és Gépgyárak Országos Szövetségében. illetve a Magyar Racionalizálási Bizottságban igazgatósági tagságot viselt – az előbbiben a Híd-, nehéz- és könnyűvasszerkezetek és épületlakatos-gyárak szakosztályának elnöke is volt –, és tagja volt az Úri Clubnak. Az 1935–1939-es törvényhozási ciklus elején országgyűlési képviselőként is tevékenykedett, a Nemzeti Egység Pártja keszthelyi jelöltjeként. Mandátumát azonban nem viselhette sokáig, mert ellenfele, a Keresztényszociális Párt színeiben induló Maróthy Károly megtámadta az igen szoros eredményt, és petícióját a Közigazgatási Bíróság az ő javára ítélte meg, így 1936-ban átvehette Oetl-Pálffy helyét a képviselőházban.
1933. július 17-én Budapesten feleségül vette Lakatos Máriát, akitől 1936-ban elvált. 1956-ban feleségül vette Marton Évát.